# Physocephala brunnipes
Physocephala brunnipes är en tvåvingeart som beskrevs av Krober 1927. Physocephala brunnipes ingår i släktet Physocephala och familjen stekelflugor. Inga underarter finns listade i Catalogue of Life.